# Meredith Rainey Valmon
Meredith Rainey Valmon (Meredith Lee Rainey Valmon, geb. Rainey; * 15. Oktober 1968 in Brooklyn) ist eine ehemalige US-amerikanische Mittelstreckenläuferin, die sich auf die 800-Meter-Distanz spezialisiert hatte.
1991 wurde sie Sechste bei den Hallenweltmeisterschaften in Sevilla und schied bei den Weltmeisterschaften in Tokio im Vorlauf aus.
Bei den Olympischen Spielen 1992 in Barcelona kam sie nicht über die erste Runde hinaus.
1993 wurde sie bei den Weltmeisterschaften in Stuttgart Fünfte. 1995 siegte sie bei den Panamerikanischen Spielen in Mar del Plata und kam bei den Weltmeisterschaften in Göteborg erneut auf den fünften Platz.
Bei den Olympischen Spielen 1996 in Atlanta erreichte sie das Halbfinale.
1999 wurde sie Vierte bei den Hallenweltmeisterschaften in Maebashi, gewann Bronze bei den Panamerikanischen Spielen in Winnipeg und schied Weltmeisterschaften in Sevilla im Vorlauf aus.
Dreimal wurde sie US-Meisterin (1990, 1995, 1996) und zweimal US-Hallenmeisterin (1991, 1999) über 800 Meter. Für die Harvard University startend wurde sie 1989 NCAA-Meisterin und 1990 NCAA-Hallenmeisterin.
Seit 1996 ist sie mit dem ehemaligen Sprinter Andrew Valmon verheiratet.

## Persönliche Bestzeiten
- 400 m: 51,56 s, 6. Mai 1990, Philadelphia
  - Halle: 52,96 s, 25. Februar 1990, Ithaca
- 800 m: 1:57,04 min, 17. Juni 1996, Atlanta
  - Halle: 1:59,11 min, 7. März 1999, Maebashi